# Walter Scheel
Walter Scheel (phát âm tiếng Đức: [ˈvaltɐ ˈʃeːl]; 8 tháng 7 năm 1919 – 24 tháng 8 năm 2016) là chính trị gia người Đức. Một đảng viên của Đảng Dân chủ Tự do (FDP), ông giữ chức Bộ trưởng Hợp tác Kinh tế và Phát triển Liên bang từ 1961 – 1966. Ông lãnh đạo FDP từ 1968 – 1974.